# Definiciones de genocidio

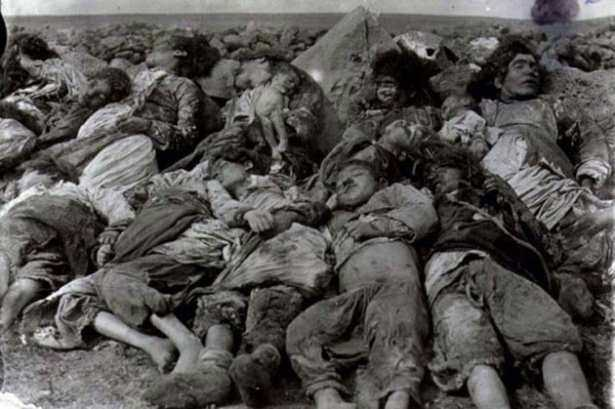
Víctimas de genocidio.

Las definiciones de genocidio se agrupan en dos ámbitos, el jurídico y el histórico. El término nació en el campo del derecho por obra del jurista judeo-polaco Raphael Lemkin que en 1944 creó el vocablo y lo definió por primera vez. Cuatro años más tarde la Convención para la Prevención y la Sanción del Delito de Genocidio acuñó la definición que se mantiene en la actualidad y que es la que aplican los tribunales nacionales e internacionales. Sin embargo, cuando los historiadores empezaron a investigar posibles casos de genocidio, algunos de ellos anteriores a la aparición del término, se encontraron con que la definición jurídica tenía limitaciones. Comenzó entonces un largo debate, que llega hasta la actualidad, para lograr un consenso sobre una definición histórica del término genocidio. 

## Definiciones jurídicas

### La definición de Raphael Lemkin
El jurista polaco judío Raphael Lemkin publicó en 1944 en Estados Unidos, donde se había refugiado huyendo de la persecución nazi, Axis Rule in Occupied Europe ('El poder del Eje en la Europa ocupada'), obra en la que utiliza por primera vez el término genocidio que define así:

Las nuevas concepciones requieren nuevos términos. Por "genocidio" nos referimos a la estructura de una nación o de un grupo étnico. Esta nueva palabra, acuñada por el autor para denotar una vieja práctica en su desarrollo moderno, está conformada de la palabra griega antigua genos (raza, tribu) y la palabra latina cidio (matar), así correspondiente en su formación a palabras como tiranicidio, homocidio, infanticidio, etc. En términos generales, el genocidio no significa necesariamente la destrucción inmediata de una nación, excepto cuando se logra mediante la matanza masiva de todos los miembros de una nación. Se trata más bien de significar un plan coordinado de diferentes acciones encaminadas a la destrucción de los fundamentos esenciales de la vida de los grupos nacionales, con el objetivo de aniquilar a los propios grupos. Los objetivos de tal plan serían la desintegración de las instituciones políticas y sociales, de la cultura, el idioma, los sentimientos nacionales, la religión y la existencia económica de los grupos nacionales, y la destrucción de la seguridad, la libertad, la salud, la dignidad y incluso las vidas de las personas que pertenecen a esos grupos. El genocidio se dirige contra el grupo nacional como una entidad, y las acciones involucradas están dirigidas contra individuos, no en su capacidad individual, sino como miembros del grupo nacional.

### La definición de la resolución 96 (I) de la Asamblea General de las Naciones Unidas de 1946
Gracias en gran medida a labor que realizó Lemkin ante los gobiernos y los delegados de la recién creada Organización de las Naciones Unidas, la Asamblea General de la ONU aprobó en 1946 la resolución 96 (I) en la que el término genocidio apareció por primera vez en un documento internacional. La resolución lo definió como «una denegación del derecho a la vida de los grupos humanos», independientemente de que estos «grupos raciales, religiosos, políticos o de otro tipo hayan sido destruidos por completo o en parte»; y, por tanto, como un crimen sometido al Derecho en cualquier lugar. Así, en la resolución no se distinguía entre el «crimen contra la humanidad» aplicado en los juicios de Núremberg y el de genocidio, quedando este último de cierta forma incluido en el primero.

### La definición de la Convención sobre el genocidio de 1948
La diferenciación definitiva entre el crimen contra la humanidad y el genocidio se produjo dos años después por obra de la Convención para la Prevención y la Sanción del Delito de Genocidio, aprobada por la Asamblea General de la ONU el 9 de diciembre de 1948.
La presión de la Unión Soviética hizo que de la definición de genocidio finalmente adoptada se cayera la referencia a grupos «políticos y de otra clase» que aparecía en la resolución de 1946, salvaguardando así la política exterior estanilista durante la guerra y la posguerra (en algunos ámbitos se había empezado a usar el término de genocidio para calificar la anexión de los países bálticos por la Unión Soviética). Así el artículo II de la Convención consideró genocidio todo acto «cometido con la intención de destruir, totalmente o en parte, a un grupo nacional, étnico, racial o religioso» (pero no «político o de otro tipo», como se decía en la resolución de 1946).

Artículo II
 En la presente Convención, se entiende por genocidio cualquiera de los actos mencionados a continuación, cometidos con la intención de destruir total o parcialmente a un grupo nacional, étnico, racial o religioso como tal:
 a) Matanza de miembros del grupo;
 b) Atentado grave contra la integridad física o mental de los miembros del grupo;
 c) Sometimiento intencional del grupo a condiciones de existencia que hayan de acarrear su destrucción física total o parcial;
 d) Medidas destinadas a impedir los nacimientos en el seno del grupo;
e) Traslado forzoso de niños del grupo a otro grupo.

## Definiciones históricas
El reconocimiento por la Convención de 1948 de que «el genocidio ha infligido grandes pérdidas a la humanidad en todos los periodos de la historia» obligó a los historiadores (y a los politólogos y a los sociólogos) a volver a valorar las masacres conocidas desde el punto de vista de la nueva categoría recién acuñada. Pero cuando empezaron esta tarea se encontraron con que la definición de genocidio de la Convención presentaba importantes lagunas. En primer lugar en relación con la "intención" pues no se especificaba si ésta debía ser manifiesta y sistemática, o implícita o aparente. También en cuanto al alcance porque, como ha señalado el historiador francés Bernard Bruneteau, "los actos de genocidio que se enumeraban eran tan variados que imponían, en última instancia, la realidad de un genocidio sin asesinatos (los «daños»). Pero tampoco eran lo suficiente como para incluir la eliminación de enfermos o minusválidos mentales, o una práctica eugenésica como la esterilización". Otra dificultad era considerar genocidio la destrucción de un grupo «en parte», con lo que de esa forma era difícil diferenciar netamente el genocidio de la masacre o del pogromo. Y por último, la exclusión de los grupos políticos y sociales de la definición de genocidio, y la definición del grupo atacado con categorías con un sentido científico tan dudoso como "etnia" o "raza", partiendo de «una definición jurídica racializada de crímenes que sólo son raciales en la mente del genocida».
Así pues, como ha destacado Bruneteau, "si la Convención de 1948 fuera observada estrictamente en materia de definición de genocidio, se podría llegar a ignorar o banalizar las sangrientas empresas estalinistas de los años 30, la masacre anticomunista de 1965 en Indonesia o los dos millones de víctimas de la Kampuchea democrática. Ante estas lagunas, era inevitable que una generación de investigadores intentara hacer coincidir la definición jurídica con la realidad, es decir, elaborar una definición histórica del genocidio".

### Pieter N. Drost (1959)
El primer historiador que se propuso modificar la definición de la Convención de 1948 fue el holandés, Pieter N. Drost, especializado en la historia colonial de Indonesia que había sido una posesión holandesa durante dos siglos y medio. Drost publicó en 1959 dos gruesos volúmenes titulados The Crime of State ('El Crimen de Estado'), en los que distinguía la noción de "genocidio" de la de "humanicidio", proponiendo recuperar para la primera el criterio político. Así definió el genocidio como

la destrucción física deliberada de los seres humanos en razón de su pertenencia a una comunidad humana de cualquier tipo

Así pues, como ha señalado Bernard Bruneteau, «su definición es al mismo tiempo restrictiva (sólo privilegia la aniquilación física) y abierta (con un grupo atacado no discriminatorio)».

### Irving Louis Horowitz (1976)
Irving Louis Horowitz publicó en 1976 Taking Lives: Genocide and State Power, que tuvo un gran impacto, y que se ha venido reeditando hasta la actualidad. Horowitz, como ya indicaba el título de su libro, puso el acento en el papel del Estado en el proceso genocida, y cuyo objetivo era someter a todos sus integrantes a un mismo patrón nacional por medio de «la destrucción estructural y sistemática de inocentes». Así según Horowitz lo que tuvieron en común la Alemania nazi y la URSS estalinista fue la perspectiva genocida, la de la primera determinada por la "pureza racial" y la segunda por la "eliminación de las clases sociales". La crítica que se ha formulado a Horowitz es que su insistencia en el papel central del Estado no explica que regímenes autoritarios como el del general Pinochet, que tres años antes de publicarse el libro había acabado con la democracia chilena, no hubieran cometido genocidio a pesar de haber ejercido una represión salvaje sobre sus oponentes.

### Helen Fein (1979)
Helen Fein en su Accounting for Genocide (1979) enfocó el tema desde un ángulo sociológico, preocupada por establecer una tipología del genocidio. Para ello propuso diferenciar entre el genocidio «de desarrollo» (destruir aquellos grupos que suponen un obstáculo para un proyecto económico), el genocidio «despótico» (la eliminación de cualquier oposición sea real o imaginaria) y el genocidio «ideológico» (la destrucción de un grupo que es presentado como el enemigo "diabólico"). Y como definición general Fein propuso: un «asesinato calculado» de un grupo o de una parte de él por «un gobierno, una élite, un equipo o una multitud representativa».

### Leo Kuper (1981-1985)
En las dos obras que publicó sobre el tema, Genocide (1981) y The Prevention of Genocide (1985) realizó la crítica más radical que se había hecho hasta entonces a la definición de genocidio aprobada en la Convención de 1948, ya que afirmó que los genocidios cometidos sobre grupos raciales, étnicos o religiosos, siempre tenían detrás un conflicto político-ideológico interno o externo que la definición de 1948 ignoraba. Así para Kuper una de las claves para determinar la existencia de un genocidio era la motivación criminal del «perpetrador». Sin embargo, Kuper incluyó en la lista de «masacres genocidas» los bombardeos de Hiroshima y Nagasaki, el bombardeo de Dresde o la guerra de Vietnam, pero sin probar que Estados Unidos (o Gran Bretaña en el caso de Dresde) tuvieran la intención de destruir a japoneses, alemanes o vietnamitas en cuanto a tales grupos.

### Yehuda Bauer (1986)
Yehuda Bauer propuso redefinir el concepto de genocidio, para dejar fuera la Shoah cuyas características considera únicas. En los genocidios se trata de realizar un masacre en masa selectiva, especialmente contra las élites, con el fin de desnacionalizar o esclavizar, mientras que en el Holocausto se trató de poner en práctica «la aniquilación física planificada, por razones ideológicas o pseudorreligiosas, de todos los miembros de un grupo nacional, étnico o racial». Partiendo de esta diferenciación fundó en 1986 una revista científica con el significativo título de Holocaust and Genocide Studies.
El Holocausto había sido una «forma extrema» de genocidio en el que habían concurrido tres elementos, que no se habían dado a la vez en los demás genocidios: la intencionalidad puramente ideológica de los nazis, la universalidad de la Solución Final (se debía buscar a los judíos por todas partes) y la búsqueda del exterminio total (ningún judío sobreviviría).

### Lyman Legters
Lyman Legters criticó la definición de genocidio de 1948 porque no incluía a los grupos atacados por su pertenencia a una clase (como los «burgueses» o los «kulaks» en la URSS, el campo de estudio en el que Legters se había especializado). Para Legters la «clase» de los bolcheviques era una construcción ideológica como lo era la «raza» de los nazis. Así pues, si se quería dar un alcance universal al término genocidio se deberían incluir todos los criterios utilizados para identificar al grupo que iba a ser exterminado, que en el caso de la URSS fue la "clase".

### Rudolf J. Rummel (1992)
Rudolf J. Rummel, profesor de la Universidad de Hawái, defendió una concepción extensiva del concepto de genocidio, y para ello inventó el término democidio, que fue el título de libro que publicó en 1992, con el que designaba todos los tipos de masacres en masa de inocentes cometidas por un Gobierno. Así contabilizó 169 millones de víctimas civiles (incluidos los prisioneros de guerra) en masacres cometidas entre 1900 y 1987. Siguiendo este criterio "cuantitativo" para caracterizar el genocidio, le reprocharon sus críticos,¿por qué no incluir también en el "democidio" las guerras?<

### Frank Chalk y Kurt Jonassohn [y Bernard Bruneteau] (2004)
Fran Chalk y Kurt Jonassohn propusieron abandonar la definición de 1948. Para delimitar mejor el concepto crearon el término etnocidio para designar aquellos casos históricos en los que un grupo había desaparecido cultural o lingüísticamente, pero sin que hubiera habido masacres. También excluyeron del genocidio las hecatombes de civiles producidas directamente por las guerras, como Hiroshima. A continuación definieron así el genocidio:

El genocidio es tipo de masacre de masa unilateral con la que un Estado u otra autoridad tiene la intención de destruir a un grupo al que el mismo perpetrador ha definido

El historiador francés Bernard Bruneteau, que comparte plenamente la definición de genocidio de Chalk y Jonassohn, la explica así:

El interés de esta definición reside en que descarta el resto de violencias asimétricas (de tiempos de guerra o de insurrección) y nos orienta hacia la comparación entre los Estados que las ordena (totalitarios o no) o las autoridades que las inician (centrales o locales); entre los grados de explicitud de la intención de destruir y entre las condiciones ideológicas y políticas de la definición adoptada por el verdugo. La perspectiva comparada podrá entonces resaltar el elemento común (la intención de perjudicar a un grupo) y las diferencias que se juzguen o no esenciales, sea en la motivación ideológica (quebrar la oposición a un programa concebido como vital o eliminar a un enemigo percibido como mortal), sea en la puesta en práctica de la matanza (destrucción parcial o total)